# Mariano Marfil
Mariano Marfil García (1883-1939) fue un militar, periodista, político y abogado español.

## Biografía
Nació en la localidad zamorana de Toro en 1883, en el seno de una familia militar. Ingresó en el Ejército, donde haría carrera y alcanzaría el grado de comandante de Intendencia. Cursó además estudios de Derecho. 
En su faceta periodística desarrolló una gran actividad. Llegó a trabajar en el diario conservador La Época, donde ejerció como redactor-jefe y director de la publicación. También colaboraría con publicaciones como La Correspondencia Militar, El Ejército Español, la Gacefa Jurídica de Guerra y Marina —donde ejercería como redactor-jefe— o Ahora.
Miembro del Partido Conservador, estuvo vinculado al maurismo. En las elecciones de 1920 obtuvo acta de diputado por el distrito de Almería; lograría revalidar su escaño en los comicios de 1923, esta vez por el distrito de San Clemente. Marfil se opuso a la instauración de la dictadura de Primo de Rivera desde las páginas de La Época. Tras la caída de esta, durante la «dictablanda» de Dámaso Berenguer fue nombrado director general de Aduanas y representante del Estado en CAMPSA. En el último gobierno de la monarquía de Alfonso XIII ocuparía el cargo de subsecretario de Gobernación.
Durante los años de la Segunda República dirigió el servicio de estudios de la Unión Nacional Económica, la principal organización de la patronal española. En febrero de 1932, en su condición de director de La Época, fue elegido presidente de la «Liga defensora de la libertad de Prensa», la cual había sido constituida como reacción a la promulgación de la Ley de Defensa de la República. Sin embargo, Marfil acabaría dimitiendo de este puesto unos meses después, en octubre.
Falleció en San Sebastián el 20 de febrero de 1939, a los cincuenta y cinco años de edad.